# Georg Abeler
Georg Abeler (* 14. September 1906 in Münster; † 10. Juni 1981 in Wuppertal-Elberfeld) war ein deutscher Goldschmiedemeister, Uhrmacher und Gründer des Wuppertaler Uhrenmuseums.

## Familie Abeler
Georg Abeler entstammte einer Uhrmacher- und Goldschmiedefamilie, aus der in sechs Generationen 26 Uhrmacher und Goldschmiede hervorgegangen sind. Sein Urgroßvater Anton Gottfried Fränken war Uhrmacher. 1831 begab er sich auf die Walz. In seinem Wanderbuch findet sich am Ende die Eintragung einer Wette: „Habe ich den Anfang dieses Monats begonnenen Regulator Ende Oktober nicht fertig, schulde ich Herrn Emil Wilyet ein gutes Diner.“ Wie die Wette ausging, ist nicht überliefert, jedoch wurde der Regulator fertiggestellt und 1840 in seinem neu gegründeten Uhrengeschäft in Elberfeld aufgehängt.
Dieser Regulator hing auch in der Werkstatt seines Sohnes Carl Fränken. Von ihm ging er später auf dessen Schwiegersohn Heinrich Abeler über, der sich 1898 in Münster (Westfalen) selbständig gemacht hatte. Von den elf Söhnen Heinrich Abelers wurden zehn Uhrmacher- und Goldschmiedemeister. Lediglich einer schlug aus der Art; er wurde „nur“ Rechtsanwalt und Notar. Seine Doktorarbeit aber handelte von den Arbeitsmarktverhältnissen der Schwarzwälder Uhrenindustrie.
Georg Abeler, als der fünfte Sohn Heinrich Abelers, legte 1932 seine Meisterprüfung im Goldschmiedehandwerk ab und eröffnete am 5. März 1933 sein Unternehmen im großväterlichen altbergischen Fachwerkhaus Fränken in Elberfeld, welches nach dem Tod Carl Fränkens von seinem Sohn Willi und nach dessen Tod 1919 von seiner Witwe weitergeführt wurde, und erhielt auch den Regulator seines Urgroßvaters. Später fand diese Präzisionsuhr mit 3-Wochen-Gangwerk einen Ehrenplatz in den Räumen des Wuppertaler Uhrenmuseums, an dessen Wand der Spruch stand: „Wohl dem, der seiner Väter gern gedenkt.“

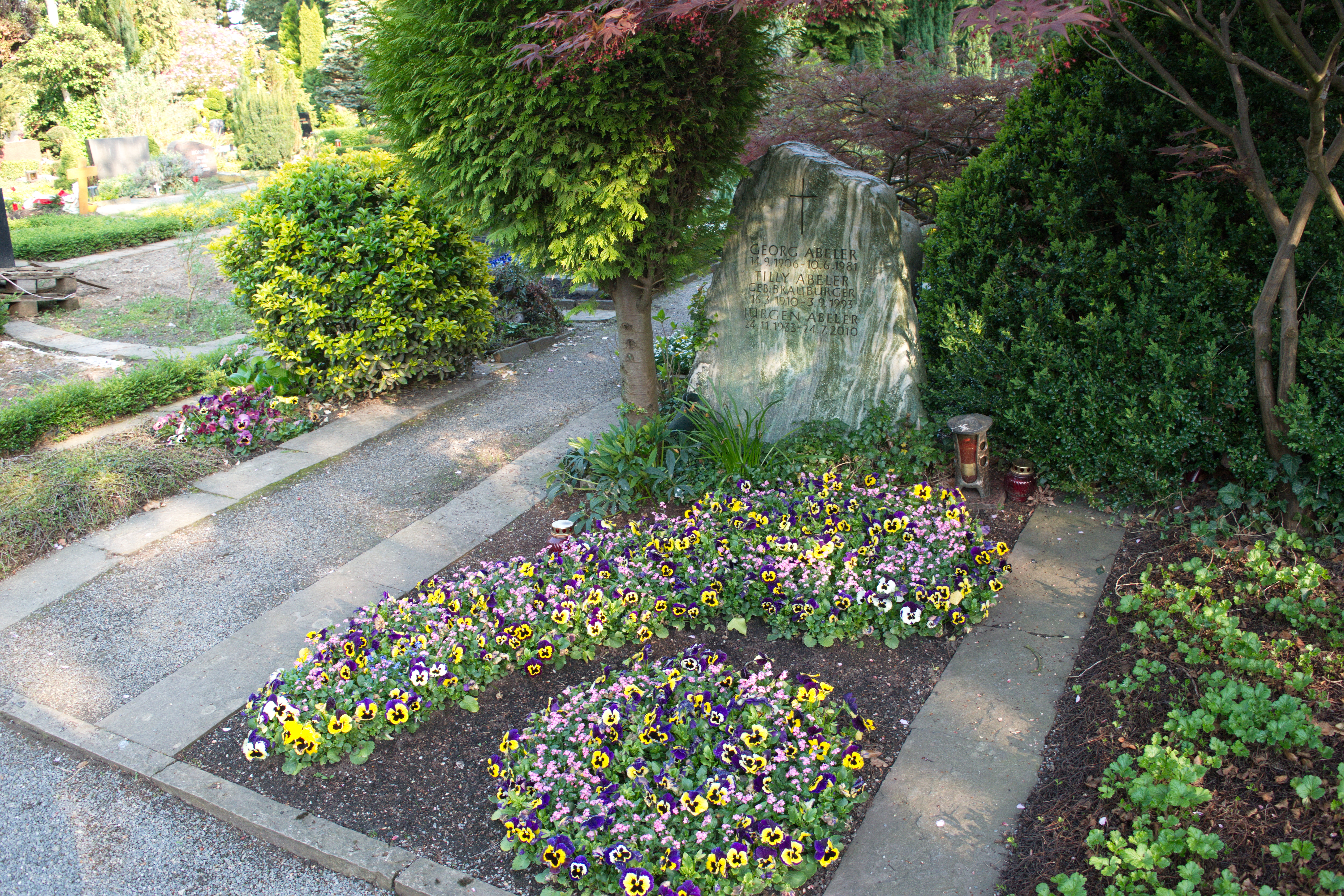
Grabstätte Abelers

Während Georg Abelers Kriegsgefangenschaft von März 1944 bis Oktober 1946 führte seine Frau die Geschäfte weiter. 1951 erwarb er die Firmenanteile Carl Fränkens. 1981 übernahm Jürgen Abeler als Geschäftsführender Gesellschafter die Verantwortung für das Unternehmen. Nach dessen Tod 2010 übernahm wiederum sein Sohn, Henrik Abeler, die Firma.
Im August 2017 gab die Familie Abeler die Schließung des Betriebes bekannt. Abgesehen von der veränderten wirtschaftlichen Situation im Juwelier- und Uhrengewerbe war es die Frage der Nachfolge, die den Entschluss herbeigeführt hatte, da niemand aus der nächsten Generation den Betrieb weiterführen wollte. So habe man sich schweren Herzens entschlossen, das Traditionsgeschäft zu schließen. Gut ein Jahr später eröffnete die Familie jedoch an anderer Stelle ein neues Juweliergeschäft, das sich jedoch auf exklusiven Schmuck und Uhren des obersten Preissegments beschränkt.

## Uhrenmuseum Abeler
Am 24. März 1955 ersteigerte Georg Abeler auf dem Hohenzollernring in Köln die Uhrensammlung des verstorbenen Rechtsanwaltes Heinrich Nils Antoine-Feill. Hierauf folgend wurde die ganze Familie Abeler, insbesondere Sohn Jürgen Abeler, zu begeisterten Uhrensammlern. Als Krönung seines Uhrensammler-Hobbys eröffnete Georg Abeler 1958 das Wuppertaler Uhrenmuseum in den Gewölben des Stammhauses an der Poststraße, das sich im Laufe der Zeit mit ca. 2000 Exponaten aus 5000 Jahren zu einer der universellsten Sammlungen zum Thema Uhren und Zeitmessung entwickelte. 
2016 wurde das Uhrenmuseum geschlossen, Grund waren laut Aussage von Henrik Abeler die stetig zurückgegangenen Besucherzahlen. Ende des Jahres versteigerte man den größten Teil der Sammlung.

## Unglücke im Elberfelder Stammhaus
Während des Luftangriffes auf Elberfeld am 24./25. Juni 1943 wurde das Stammhaus völlig zerstört, danach aber durch großen persönlichen Einsatz von Georg Abeler wieder aufgebaut.
Im August 1973 riss eine Gasexplosion das Stammhaus auf. Drei Menschen starben unter den Trümmern, auch Georg Abelers Sohn Karl Abeler war unter den Toten. Die genauen Umstände der Explosion wurden nie geklärt. Wieder wurde das Gebäude mit vereinten Kräften aufgebaut.

## Sonstiges

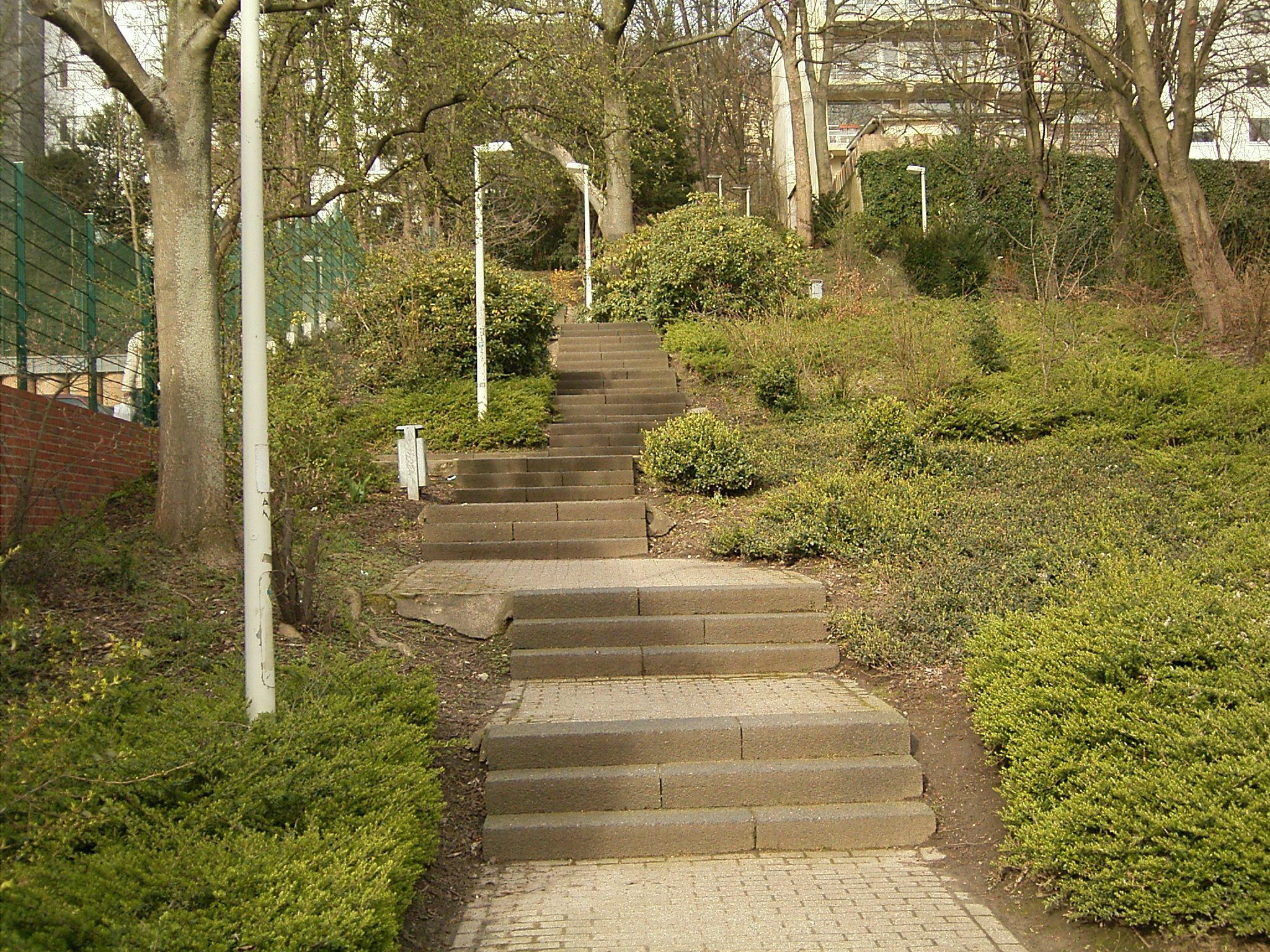
Georg-Abeler-Treppe in Wuppertal

- Eine 1920 gebaute Treppe mit 73 Stufen in Elberfeld (51° 15′ 36,1″ N, 7° 9′ 52,2″ O) verbindet die Gartenstraße und den Hofkamp und wurde später nach Georg Abeler benannt.[7]